# Múm
De band múm (spreek uit: "moem"; in IPA: /muːm/) is een indie experimentele IJslandse muziekgroep. Hun muziek wordt gekenmerkt door zachte zang, elektronische glitch-ritmes en effecten, en een verscheidenheid aan traditionele muziekinstrumenten waaronder de zingende zaag.
De band werd opgericht in 1997 met als oorspronkelijke leden Gunnar Örn Tynes, Örvar Þóreyjarson Smárason en de tweelingzussen Gyða en Kristín Anna Valtýsdóttir. In 2002 verliet Gyða de band om haar studie in Reykjavik weer op te pakken.
Volgens groepslid Kristín Valtýsdóttir heeft de naam van de band geen betekenis.

## Discografie

### Albums
- Yesterday Was Dramatic – Today Is OK (TMT, 2000)
- Please Smile My Noise Bleed (Morr Music, 2001)
- Remixed (TMT, 2002)
- Finally We Are No One (FatCat Records, 2002)
- Loksins Erum Við Engin (Smekkleysa Records, 2002) — de IJslandse versie van Finally We Are No One
- Summer Make Good (Fat Cat Records, 2004)
- Go Go Smear The Poison Ivy (Fat Cat Records, 2007)
- Sing along to songs you don't know (Morr Music, 2009)
- Early Birds (Morr Music, 2012)
- Smilewound (Morr Music, 2013)

### Singles
- The Ballad Of The Broken Birdie Records (TMT, 2000)
- Green Grass Of Tunnel (Fat Cat Records, 2002)
- Nightly Cares (Fat Cat Records, 2004)
- Dusk Log (Fat Cat Records, 2004)